# 拉斐尔·马克斯·德莫赖斯
拉斐尔·马克斯·德莫赖斯（葡萄牙語：Rafael Marques de Morais，1971年8月31日—），安哥拉记者和人权活动家，因其对政府腐败及血鑽事件而获得了多个国际奖项。目前他仍然是报道安哥拉政府腐败的急先锋。

## 早年生活
在他的童年，德莫赖斯对“国家不断恶化的状态感到不安”。“我从未听说过律师，不知道什么是人权,更不明白反腐是什么意思”， 他后来回忆说“我意识到，解决有关这些的问题的方法就是成为一名记者”
他获得了伦敦大学金匠学院颁发的荣誉文学学士，以及牛津大学圣安东尼学院颁发的非洲研究硕士。1992年他作为国有报社安哥拉日报的一名记者开始了他第一份工作。
在日报工作不久，德莫赖斯在一篇有关即将举行的总统选举的报道中，援引了反对派领导人的多斯桑托斯对当局的批评。文章没有被刊登在报纸上，但他通过一些手段将他的报道投给了电视台。由于他“倾向发表不受欢迎的社会评论以及枯燥的报告文学”，马克斯被连续降职。有一天，他被分配写有关最新的国家统计数据的报道，他把政治分析包括在报道中。 “这是最后一根稻草”，他后来告诉记者。他被解雇了。
由于1998年安哥拉内战继续，1999年他出版了“炮灰”一书，并征集要求结束战争的请愿书；德莫赖斯因此被官方电台以及报纸攻击。

## 专政的唇膏
1999年7月3日，德莫赖斯在独立报纸雅格娜上发表了一篇题为“专政的唇膏”的文章（在葡萄牙语中又有警棍之意，一语双关). 文中, 他批评安哥拉的总统若泽·爱德华多·多斯·桑托斯. 马克斯称总统桑托斯是一个独裁者，他还在文章中指出，总统对“国家的破坏和国家机构灾难性的状况”负有责任，并“应对造成无能、贪污和腐化的政治和社会价值观念负责”。 这一 “宣言”被称为“与恼羞成怒的政府官员的口水战的最后手段：一个请愿，要求结束该国的残酷、长达数十年的内战”。罗安拉被国家刑事调查司(DNIC)调查员传讯，审问大约三小时后释放。当天晚些时候在与天主教广播电台Ecclésia的访谈节目中，罗安拉重申了他对总统的批评，并讲述了国家刑事调查司是怎样对待他的。
1999年10月16日，德莫赖斯在自己家中在枪口威逼下遭到武装快速干预警察和国家刑事调查司20名武装人员的逮捕，没有告知他逮捕的理由。他被带到日常警务股，拘禁盘问达七小时，之后移交给国家刑事调查司，该司调查人员审问他五个小时。尽管没有被起诉，随后他仍然遭到国家刑事调查司副检察官的正式逮捕。罗安拉被单独拘禁在罗安达戒备森严的中央索证试验室，不准他见律师和会见家人，并受到监狱官的恐吓，这些人让他签署文件，声明“在拘禁期间如最后死亡或受伤，中央索证试验室或安哥拉政府不负有责任。”但他拒绝签名，当局随即不提供给他和食物。
当对德莫赖斯的绝食被大众知晓之后,他被转移到另一所监狱，准许他见律师。同日，其律师向最高法院申请人身保护令，质疑逮捕和拘禁罗安拉的合法性，安哥拉法院对此既没有确认，也未分派法官或进行审讯。在那里他得到了食物，但监狱内十分拥挤，“睡觉的时候要靠在全是跳蚤的墙上”他回忆到。
得益于由开放社会研究所（Open Society Institute）的努力推动,安哥拉所面临的国际压力日益增加。11月25日，德莫赖斯被具保释放，并首次告知对他的指控。保释条件要求德莫赖斯“不得出国”及“不得发布任何言论或向记者讲话”。德莫赖斯几次请求对这些词语予以澄清未果。

按照保护新闻工作者委员会的报道，多斯桑托斯政府随即“谩骂并反对德莫赖斯的活动”。比如在2000年的1月19日有关新闻自由的议会辩论中，立委门德斯·德卡瓦略说，如果德莫赖斯一直在批评总统，那么他“不会活到40岁。”

### 审判
省级法院判定德莫赖斯犯有滥用新闻罪 ，罪名是诽谤，认为德莫赖斯发布在1999年7月3日发布的报纸文章以及广播访谈含有针对安哥拉总统和首席检察官(但由于控方没有检控，因此不应予以处罚)公职和个人身份的“攻击性言语和词句”。法院裁定罗安拉“采取行动意图伤害”，定罪依据为《第22/91号新闻法》，法庭判决罗安拉六个月的监禁和100万宽扎(Nkz)的罚款，以“阻止”类似行为，同时命令支付10万宽扎，赔偿“受冒犯者”的损失，并支付2万宽扎的法庭税。保护记者委员会则指责说“22/91新闻法违反了1992年安哥拉宪法中第35条保证言论自由权的相关内容。”
尽管原定上诉在最高法院审判，德莫赖斯的案件交回刑事分区法院，案件由未经法律训练的前秘密警察Criminal Divisional Court审理， 原定3月10日的审判被推迟到3月21日。3月21日，Cangato命令旁听者，包括美国和葡萄牙使馆官员，人权活动家和记者离开法庭，在此之后，审判秘密召开。
刑事分区裁决，德莫赖斯为证实其批评言论的善意依据而提供的包括总统讲话文本、政府决议和外国官员的声明在内的证据不可受理。罗安拉的律师离开法庭以示抗议，指出他在这种情况下无法代表诉讼委托人。法院随即指派一名不具律师资格的政府官员做德莫赖斯的辩护律师。法院判决，德莫赖斯的行为不包含在其享有言论自由的宪法权利之内，因为行使这项权利受宪法承认其它各项权利的制约，例如名誉和声誉权，或“主权机构和国家象征应该得到的尊重。”最高法院维持了监禁六个月的判决，并下令德莫赖斯需支付法庭税2万宽扎，赔偿受害者3万宽扎。
美国国务院对德莫赖斯没有得到公平审判表示关切。 总部位于美国的保护记者委员会表示“强烈谴责”及抗议。10月27日，在国际压力下，最高法院改变了对德莫赖的判决为缓刑，条件是未来五年不得“诽谤政府”。 他还被勒令赔偿对总统的损失。直到2001年2月底，他的护照都被当局没收。

## 后期
继诽谤事件后，马克斯专注于结束安哥拉内战，召集了250名民间和宗教领袖联合呼吁和平解决问题。2001年7月14日，他在采访因当局为了利益而被强拆而无家可归的村庄居民时，再次与英国广播公司的记者贾斯汀·皮尔斯一起被捕;
从1999年到2002年，马克斯写了一系列的文章关于在卡宾达省（一个丰厚石油腹地）发生的一系列血钻事件和腐败，根据他的公民勇气奖的引文 "他为揭露出残暴的安哥拉军队以及政府和外国石油商之间的勾结让他置身于极其危险的处境"。
2003年，他写了卡宾达：痛苦的一年，揭露数百起政府军侵犯民众权利的事件。他揭露为了采矿作业，私人保安公司与安哥拉军方对当地村民的杀害和恐吓。2011年11月，他发表了刑事申诉，指控安哥拉将军在钻石开采方面所犯的罪行构成危害人类罪。
2008年，他成立了一个名为马卡安哥拉的反腐网站。

## 其他活动
马克斯已经参加了一些国际会议和研讨会，包括在2004年12月17日举办的诺贝尔经济学大会“石油收入 - 对于发展中国家是是福是祸？”中的报告“安哥拉的石油魔咒”，以及2005年3月，由纽约大学和国际和平学院主办，在纽约华盛顿特区伍德罗·威尔逊国际学者中心的演讲“超越血钻：与安哥拉钻石有关的新人权报告”

## 批评
德莫赖斯被批评由于从慈善家索罗斯手中接受赞助  
最近，马克斯还收到了全国民主基金会的赠款，一个据称与CIA有关的非盈利组织。

## 赞同
在2000年，他收到由美国国家黑人记者协会颁发的珀西·戈博扎奖 2006年，他获得了由诺斯科特帕金森基金颁发的公民勇气奖赞扬他"坚决抵抗邪恶而承受的巨大的个人风险".在2015年马克斯获得了自由表达奖
2015年10月1日，拉斐尔·马克斯·德莫赖斯被宣布为2015年阿拉德奖的接收方;与共同获得者John Githongo分享10万加元.在谈到他的提名时，马克斯说：“在我面临当局对我的隔离和骚扰的压力时，这是对我工作很大的一个激励。这次提名对于安哥拉中相信腐败是一种刑事犯罪而且是严重的祸害，揭露这种问题是十分重要的市民们提供了希望的曙光。”